# Takao Sakurai
Takao Sakurai (桜井 孝雄?, Sakurai Takao; Sawara, 25 settembre 1941 – Tokyo, 10 gennaio 2012) è stato un pugile giapponese.

## Carriera

### Dilettante
Ha partecipato alle Olimpiadi di Tokyo nel 1964, dove ha conquistato la medaglia d'oro nei pesi gallo battendo in finale il sudcoreano Jeong Sin-Jo per KO a 1'18" del secondo round.

### Professionista
Professionista dal 1965, il 2 luglio 1968, ancora imbattuto, sfidò l'australiano Lionel Rose per il titolo mondiale dei pesi gallo, uscendo sconfitto ai punti.
Subì la seconda sconfitta in carriera dal messicano Rubén Olivares per Kot al 6º round il 23 maggio 1969.
Nello stesso anno conquistò la cintura campione di Oriente e del Pacifico (OPBF) che difese due volte, ritirandosi alla fine del 1970 con il titolo in mano.